# Липлян (община)
Община Липлян (на сръбски: Општина Липљан или Opština Lipljan}, на албански: Komuna e Lipjanit) е община в Прищински окръг, Косово. Има площ от 347 км2, а населението е 57 413 души, по приблизителна оценка за 2019 г. Неин административен център е град Липлян.